# Raoul Lévy
Pour les articles homonymes, voir Lévy.
Raoul Lévy est un producteur, scénariste et réalisateur belge, né le 14 avril 1922 à Anvers et mort le 31 décembre 1966 à Saint-Tropez. Il est en 1956 le producteur du film Et Dieu… créa la femme, qui connait un immense succès international et contribue à lancer la carrière de Brigitte Bardot et du metteur en scène Roger Vadim. Il produit par la suite quatre autres films de l'actrice et collabore notamment avec Henri-Georges Clouzot, Christian-Jaque et Claude Autant-Lara. 
Il avait le goût du faste et un tempérament de joueur. Il connait de ce fait de fréquents déboires financiers. 
Il caresse longtemps le projet ambitieux de monter une superproduction sur Marco Polo avec Alain Delon en vedette. Après plusieurs années de vicissitudes, le film voit enfin le jour, l'acteur allemand Horst Buchholz ayant remplacé Alain Delon. Ce dernier a abandonné la production après un mois de tournage.

## Biographie

### Jeunesse
Issu d'un milieu d'immigrés juifs letton et russe, Raoul Lévy grandit à Anvers où il achève ses études en suivant les cours de l'école de commerce. En 1940, il quitte la Belgique pour Lisbonne, via Paris. Il travaille quelque temps pour son oncle, qui y représente la General Motors. L'année suivante il s'embarque pour l'Angleterre à bord d'un chalutier, s'engage dans la Royal Air Force et effectue plusieurs missions de bombardement sur la France et l'Allemagne entre août 1943 et la fin de la guerre.

### Les débuts au cinéma
En 1945 il rejoint à Mexico son cousin Jacques Gelman qui dirige une société de production et de distribution de films liée à Pathé et à la Columbia. Deux ans plus tard, Raoul Lévy crée sa première société : la Trans-Mondial Films, qui distribue les films mexicains en France et les films français au Mexique. Puis il s'associe avec Georges Cravenne afin de représenter les intérêts du producteur américain Edward Small. Il se lie à cette occasion aux acteurs américains qui sont de passage à Paris pour promouvoir leurs films.
En 1950, il est engagé comme producteur délégué sur un film d'Hervé Bromberger : Identité judiciaire, interprété notamment par Raymond Souplex, Marthe Mercadier et Dora Doll. Le film sera sélectionné à Cannes l'année suivante. Raoul Lévy crée Iéna Productions et se rebaptise Raoul J. Lévy à cette occasion, puis collabore avec l'agent Alain Bernheim. En 1953, il est producteur exécutif sur le film d'Yves Allégret : Les Orgueilleux, qui se tourne au Mexique avec Gérard Philipe et Michèle Morgan. Il cherche ensuite à faire de Marina Vlady une star internationale et produit deux films avec elle : La Sorcière d'André Michel et Pardonnez nos offenses, premier film de Robert Hossein.

### Les années « B.B. »
C'est en 1956 que Raoul Lévy acquiert la notoriété en produisant le premier film de son ami Roger Vadim, journaliste à Paris-Match, qui met en scène sa jeune épouse Brigitte Bardot. Il a réussi à boucler son budget avec l'appui de la Columbia, grâce à la présence au générique de Curd Jürgens, pour lequel il a bricolé au dernier moment un personnage de promoteur immobilier.
Et Dieu… créa la femme obtient un succès international et fait de Brigitte Bardot le sex-symbol des années 50 et 60. Il dynamise la carrière de Roger Vadim et permet à Raoul Lévy d'obtenir un contrat de six films avec la Columbia. Il enchaîne avec Vadim, Françoise Arnoul et Robert Hossein Sait-on jamais ? puis avec Bardot et Vadim Les Bijoutiers du clair de lune. De nombreux projets sont annoncés, mais peu d'entre eux se réalisent. Ainsi il tente de convaincre Frank Sinatra de tourner avec B.B. Paris by night, sur un scénario de Vadim et Harry Kurnitz. Le chanteur hésite puis refuse. En 1958, Lévy achète les droits d'un roman de Simenon intitulé En cas de malheur que d'autres producteurs convoitaient. Claude Autant-Lara le réalise et Jean Gabin donne la réplique à Bardot. Lévy produit ensuite deux autres films pour B.B.: une comédie sur la résistance réalisée par Christian-Jaque, Babette s'en va-t-en guerre puis La Vérité, un film dramatique d'Henri-Georges Clouzot. Ces quatre films avec Brigitte Bardot seront de grands succès publics.

### DesRégates de San FranciscoauJour le plus long
Raoul Lévy obtient moins de succès avec ses deux films suivants. Il ne supporte pas qu'Autant-Lara se soit vu attribuer la réussite d'En cas de malheur et entre en conflit avec lui sur Les Régates de San Francisco, film destiné à lancer la carrière de Danièle Gaubert. Le producteur impose des acteurs, modifie la bande son et effectue des coupes. Autant-Lara refusera d'assumer la paternité du film. Tombé éperdument amoureux de Jeanne Moreau, Lévy accepte de produire Moderato cantabile, d'après un roman de Marguerite Duras, avec Jean-Paul Belmondo en co-vedette. Sortis en 1960, ces deux films difficiles décevront la critique et le public.
Raoul Lévy n'en a cure. Il achète les droits du livre sur le débarquement en Normandie que le journaliste irlandais Cornelius Ryan a publié l'année précédente : Le Jour le plus long. Il entame la préparation du film, annonce un tournage en Corse avec une cinquantaine de vedettes et s'assure l'appui de l'armée. Cependant les producteurs américains refusent leur concours car ils préfèrent une production hollywoodienne. Lévy cède les droits à Darryl F. Zanuck. Le 16 juin 1961, Jeanne Moreau lui annonce qu'elle veut rompre. Sa compagne Lucienne Hotchkiss, mère de leur fils Dany, le met à la porte de son domicile. Déprimé, Lévy tente de se suicider en ingérant des barbituriques.

### Un film sur Marco Polo

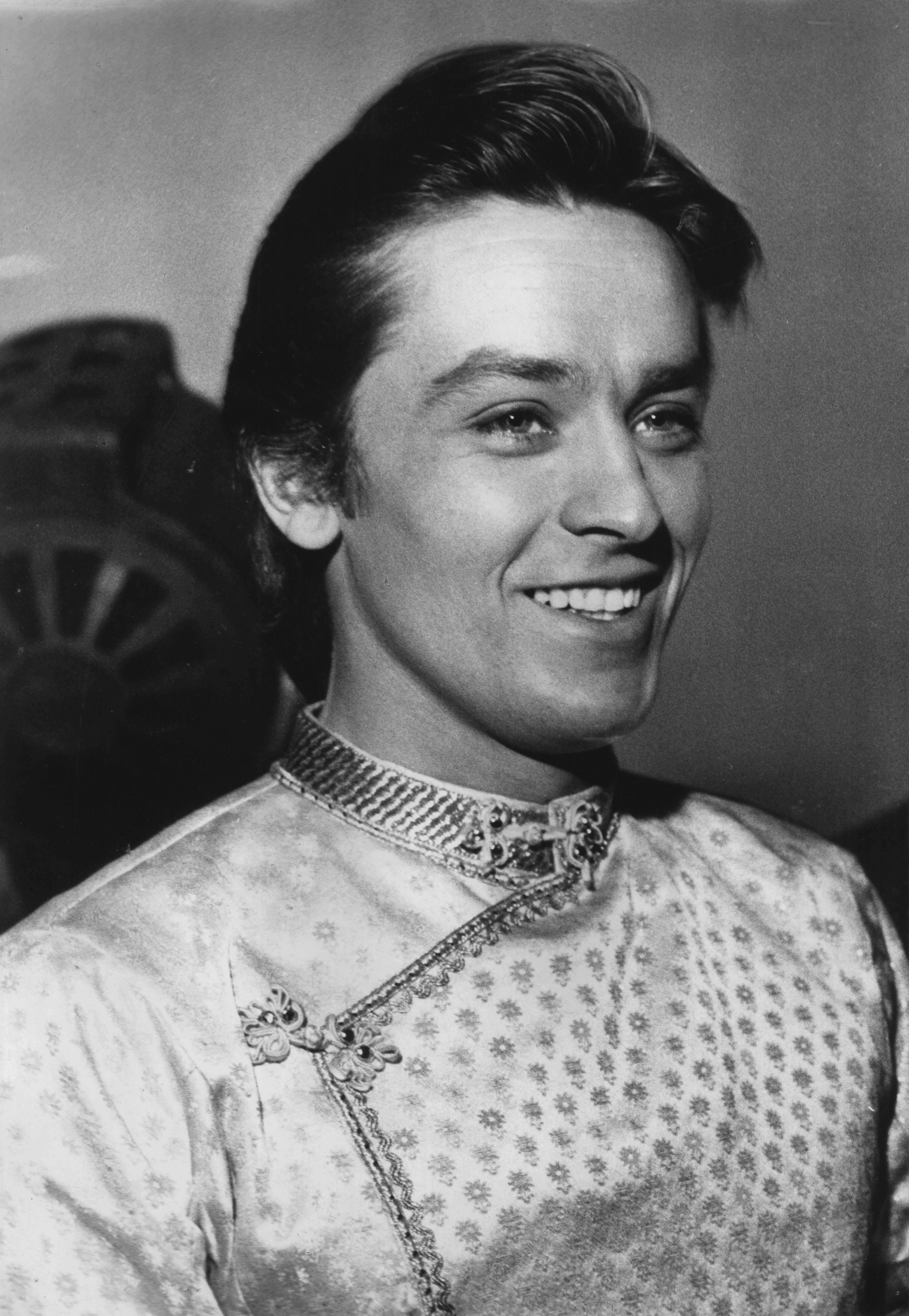
Alain Delon en Marco Polo lors du tournage inachevé de L'Échiquier de Dieu à Belgrade en 1962.

Raoul Lévy évoque publiquement ce projet depuis la fin des années 50. Il l'annonce à intervalle régulier dans des pages de publicité qu'il fait paraître dans Le Film français. Prévu pour 1961 puis 1962, le tournage est précédé de plusieurs mois de repérage en Inde, en Thaïlande, en Birmanie, au Népal, en Iran... Plusieurs scénarios sont écrits successivement par Jacques Rémy et Romain Gary. Christian-Jaque et Alain Delon signent leur contrat. Un troupeau de 200 éléphants est en route pour Katmandou. Ils doivent figurer dans une scène de bataille que le producteur juge indispensable. De vastes studios ont été dénichés en Yougoslavie. Le tournage de L'Échiquier de Dieu débute en janvier 1962 à Belgrade, alors que Lévy n'a pas réuni la totalité du financement, que sa société Iéna-Productions est en redressement judiciaire et que le fisc investigue à son sujet.
Sur un plateau de 1 000 m2 figure un échiquier géant où s'affrontent Marco Polo et le sultan de Gondwana. Selon le témoignage du cascadeur Yvan Chiffre : « Une gigantesque partie d'échecs où les pions sont figurés par des personnages vivants, les pièces par de véritables cavaliers et le roi par un cornac juché sur un éléphant. Delon et son adversaire (Grégoire Aslan) sont face-à-face dans des tours géantes ». Le duel dure quatre semaines, le temps nécessaire pour filmer sous tous les angles cette scène hors du commun. À l'écran la séquence dure 10 minutes et a coûté entre 4 et 6 millions de francs 1963, qui s'ajoutent aux 2 millions déjà dépensés pendant la préparation du film. Cependant l'argent manque et les salaires des techniciens ne sont plus payés. Le tournage est suspendu. Raoul Lévy s'envole pour New York pour projeter la partie d'échecs à ses partenaires de la Columbia, lesquels refusent de compléter le financement. Alain Delon puis Christian-Jaque décident de dénoncer leur contrat. La séquence déjà tournée est inutilisable.
Harcelé par ses créanciers et par le fisc, Lévy trouve de nouveaux financements en Yougoslavie et relance le projet deux ans plus tard. Jean Anouilh est sollicité pour écrire un scénario. Denys de La Patellière remplace Christian-Jaque à la mise en scène, assisté par Noël Howard. L'acteur allemand Horst Buchholtz succède à Delon.  Orson Welles, Anthony Quinn et Robert Hossein figurent dans une distribution internationale. La Fabuleuse Aventure de Marco Polo sort en août 1965 et essuie un cuisant échec public et critique.

### Passage à la réalisation
Pendant le montage de Marco Polo, Raoul Lévy, sur les conseils d'Elsa Martinelli, acquiert les droits d'un livre de Pierre Lesou édité au Fleuve noir : Je vous salue mafia. Il en écrit lui-même l'adaptation et les dialogues, réunit un budget modeste et une distribution incluant Eddie Constantine, Henry Silva, Elsa Martinelli et Micheline Presle. Lévy réalise lui-même le film avec le concours du directeur de la photographie Raoul Coutard. Je vous salue mafia sort sur les écrans quelques jours après Marco Polo. En dépit d'une certaine bienveillance de la critique, ce film policier n'obtient aucun succès. Sans se décourager, Raoul Lévy annonce qu'il va réaliser un deuxième film, plus ambitieux, d'après un roman d'espionnage de Paul Thomas : L'Espion (The Defector). Il parvient à convaincre Montgomery Clift, qui n'a pas tourné depuis quatre ans et qui cherche à revenir au premier plan, de tenir le rôle principal de ce film à petit budget qui réunit également Hardy Krüger et Macha Méril. En raison de sa santé précaire, Clift n'est pas couvert par les assurances. Il tient néanmoins à assurer lui-même les cascades du film, incluant notamment une plongée dans les eaux glacées de l'Elbe, en plein hiver. Il décèdera quelques mois après la fin du tournage. L'Espion sera un échec.

### La fin
Il évoque de nouveaux projets de film, dont L'Assassinat de Trotski, avec Eli Wallach. En réalité il est en pleine dépression : couvert de dettes, harcelé par le fisc, abandonné par certains amis, il traverse de surcroît d'inextricables tourments sentimentaux. Après plusieurs liaisons avec des jeunes femmes, il s'éprend d'une amie de Jean-Luc Godard âgée de 22 ans : Isabelle Pons. Il l'embauche comme assistante sur L'Espion et engage avec elle une relation houleuse. Le 31 décembre 1966, il frappe à la porte de son appartement de Saint Tropez. Lasse de cette liaison et de ses outrances, elle refuse de lui ouvrir. Lévy s'est muni d'un fusil avec lequel il cogne violemment contre la porte. Il meurt d'une balle dans le ventre, les médias et biographes parlent d'un suicide, bien que la thèse d'un accident est aussi évoquée,,.

## Hommages
« Se replonger dans sa courte carrière permet de redessiner le portrait du producteur comme aventurier prêt à prendre tous les risques, dès lors qu’un défi s’offre à lui... 
Nul doute que cette figure mythique du cinéma français fut, à un moment décisif, où le cinéma était en train de passer du vieux système de production des années 40 et 50 à celui plus inventif et plus souple de la Nouvelle Vague, une sorte de passeur. »

— Serge Toubiana, Hommage à Raoul Lévy.

« Cet aventurier du cinéma, ce joueur, cet homme unique qui risquait à chaque minute de tout perdre, gagnait toujours ! Il avait l'envergure des seigneurs et la trempe des gagnants »

— Brigitte Bardot.

## Filmographie
- 1951 : Identité Judiciaire de Hervé Bromberger (producteur)
- 1956 : Et Dieu… créa la femme de Roger Vadim (producteur, acteur, scénariste)
- 1958 : Les Bijoutiers du clair de lune  de Roger Vadim (producteur)
- 1958 : En cas de malheur de Claude Autant-Lara (producteur)
- 1959 : Babette s'en va-t-en guerre de Christian-Jaque (producteur, scénariste)
- 1960 : Les Régates de San Francisco (producteur)
- 1960 : Moderato Cantabile de Peter Brook (producteur)
- 1960 : La Vérité de Henri-Georges Clouzot (producteur)
- 1965 : La Fabuleuse Aventure de Marco Polo (producteur, réalisateur, scénariste)
- 1965 : Je vous salue mafia (producteur, réalisateur, scénariste : adaptation et dialogues)
- 1966 : L'Espion (producteur, réalisateur, scénariste : adaptation)
- 1967 : Deux ou trois choses que je sais d'elle de Jean-Luc Godard (producteur, acteur)